# Naím Thomas
Naím Thomas Mansilla (Premiá de Mar, Barcelona, 16 de octubre de 1980) es un cantante y actor español principalmente conocido por su paso por Operación Triunfo en su primera edición.

## Trayectoria profesional
Estudió filología inglesa y periodismo.
Como actor comenzó con un papel infantil en Mission Top Secret (1992), una serie para la televisión dirigida por Howard Rubie. Actuó en la película Intruso (1993) de Vicente Aranda, en Aquí llega Condemor, el pecador de la pradera (1996) junto a Chiquito de la Calzada; apareció en Gracias por la propina (1997) de Francesc Bellmunt y en la película Caricias del director Ventura Pons. Participó en la película OT, la película (2002) y también actuó en Las maletas de Tulse Luper: La historia de Moab (2003) del director Peter Greenaway.
En 2001 entró en la primera edición de Operación Triunfo. Lanzó así su primer disco de la mano de Vale Music el 2 de julio de 2002 titulado No tengo prisa (certificado como Disco de Platino). El álbum incluyó una versión del tema de Nick Lowe "Cruel to be kind" que fue conocida en el verano de 2002 tras protagonizar una campaña de publicidad y que alcanzó el número uno de 40 Principales el 24 de agosto de 2002.
El 2 de junio de 2003 se publicó su segundo trabajo titulado Con sólo una palabra, en el que se incluyeron tres canciones escritas por él. El álbum salió a la venta bajo el sello de O'Clock Music, filial de Vale Music.
Tiempo después Naím se marchó a Los Ángeles, en donde residió por tres años, y donde continuó componiendo canciones para su siguiente disco. Al mismo tiempo actuó en dos películas: Desert of blood (2006) de Don Henry y Sing out (2008).
El 26 de septiembre de 2007 lanzó su tercer álbum: 909 Nainonain.  Su primer sencillo fue "Funkmenco". El álbum contiene catorce temas, todos compuestos por el mismo Naím, letra y música, excepto uno.
Ese mismo año se estrenó como presentador de televisión con Plaza Mayor en Onda 6, un canal autonómico de Madrid. En noviembre de 2007 estrenó la obra teatral El Rey de bodas en Madrid obteniendo éxito de crítica y público.
En 2010 pasó a formar parte del elenco de 40 Principales: El musical junto a Gisela. Se estrenó en el mes de septiembre en el Teatre Victòria de Barcelona.
En 2013 protagonizó el musical Aladín, el musical y apareció en la obra de teatro Esta noche no estoy para nadie, de nuevo junto a Gisela y junto a Kiti Manver. En 2014 apareció en el musical Edgar, creador de sombras junto a Miguel Ángel Jenner, Chus Herranz, Enrique Anaut o Laura Toledo. 
En 2015 protagonizó Defecto mariposa, micromusical de Zenón Recalde. Tiempo después interpretó la obra Cosas de papá y mamá  de Alfonso Paso junto a María Luisa Merlo y Marta Valverde (de nuevo en los escenarios de Madrid).
En 2016 participa en la obra El profesor desinflado en el Teatro Quevedo de Madrid.
En octubre de 2016, antes del concierto conmemorativo de los quince años de Operación Triunfo, se anuncia que contrajo matrimonio el 23 de septiembre con la pintora colombiana Dahiana Mendoza, en el ayuntamiento de una localidad cercana a Puerto del Rosario, tan solo tres días después de que falleciese Emilia, la hermana de Naím, a los 51 años de edad, a consecuencia de un ictus, y que iba a ser la madrina del enlace.
Desde 2017 reside en Aranjuez junto a su esposa Dahiana Mendoza. El 8 de noviembre de 2017 nace el primer hijo de la pareja, Naím Thomas Mendoza.
En 2018 realiza una gira de conciertos por toda España junto a Mireia Montávez, Jorge González y Paco Arrojo.

## Discografía
Álbumes de estudio
| Álbum                | Detalles |
| -------------------- | --- |
| No tengo prisa       | - Fecha lanzamiento: 2002 - Discográfica: Vale Music - Top 100 álbumes de Promusicae: 5 - Certificación por Promusicae: Disco de Platino |
| Con sólo una palabra | - Fecha de lanzamiento: 2003 - Discográfica: Vale Music - Top 100 álbumes de Promusicae: 46                                              |
| Nainonain            | - Fecha de lanzamiento: 2007 |
| Zero                 | - Fecha de lanzamiento: 2017 |

Singles:
- 2002 - Cruel to be kind
- 2002 - Estoy enloqueciendo
- 2002 - Ven a funky street
- 2003 - Caliente
- 2004 - Se rompe el corazón
- 2007 - Funkmenco
- 2008 - Te lo voy a dar
- 2017 - The night of our lives

### Colaboraciones
- 2016: Adoro (con Mireia Montávez)
- 2016: Nada cambiará mi amor por ti (con Mireia Montávez)
- 2025: Nada (con Rosa López)

### Operación Triunfo
- 2001 - Operación triunfo: Discos de las galas (Vale Music)
- Gala 1: I finally found someone (con Verónica Romero)
- Gala 2: Adoro (con David Bisbal)
- Gala 3: Don't let the sun go down on me (con Alejandro Parreño)
- Gala 4: Suave (con Alejandro Parreño y David Bisbal)
- Gala 5: Guilty (con Verónica Romero)
- Gala 6: Everything I do (I do it for you) (con Gisela Lladó)
- Gala 7: Nada cambiará mi amor por ti (con David Bisbal)
- Gala 8: On Broadway
- Gala 9: Nadie como tú (con Nuria Fergó)
- Gala 10: Superstition
- Gala 11: Dance little sister
- 2001 - Mi música es tu voz (sencillo) (Vale Music)
- 2001 - Operación triunfo: El álbum (Vale Music) - Last Christmas (con Verónica Romero), Mi música es tu voz, Lucharé hasta el fin, Dile que la quiero con David Civera, En Navidad con Rosana, Oh happy day, Feliz Navidad, Do they know it's Christmas?
- 2002 - Operación triunfo canta Disney (Vale Music) - Hijo de hombre, Triunfará el amor (con Natalia Rodríguez) y Quiero ser como tú
- 2002 - Operación triunfo: el disco del deporte (Vale Music) - Go west (con Mireia Montávez, Javián y Verónica Romero), Vivimos la selección y Puedes llegar
- 2002 - Operación triunfo: el álbum de Eurovisión (Vale Music) - Congratulations en el Popurrí de Eurovisión
- 2002 - Operación triunfo: en concierto (Vale Music)
- 2002 - Vivimos la selección (sencillo) (Vale Music)
- 2002 - Todos contra el fuego (sencillo) (Vale Music)
- 2003 - Generación OT: Juntos (Vale Music) - Sólo una vez (con Enrique Anaut)
- 2003 - Generación OT: En concierto (Vale Music)
- 2006 - Las 100 mejores canciones de la historia de OT (Universal y Sony Music)
- 2008 - SingStar OT (videojuego-PS2) (Universal)
- 2016 - OT El Reencuentro (CD + DVD) (Universal)
- 2017 - OT 2017: Gala Especial (Universal) - Adoro (con Alfred García)

## Filmografía

### Largometrajes
- 1993 - Intruso (de Vicente Aranda)
- 1996 - Aquí llega Condemor, el pecador de la pradera (de Álvaro Sáenz de Heredia)
- 1996 - Pesadilla para un rico (de Fernando Fernán Gómez)
- 1996 - Muerte en Granada (de Marcos Zurinaga)
- 1997 - Gracias por la propina (de Francesc Bellmunt)
- 1998 - Caricias (de Ventura Pons)
- 2000 - Salsa (de Joyce Sherman Buñuel)
- 2002 - Manjar de amor (de Ventura Pons)
- 2002 - OT: la película (de Jaume Balagueró y Paco Plaza)
- 2003 - Las maletas de Tulse Luper (The Tulse Luper Suitcase, de Peter Greenaway)
- 2005 - The cry of the winged serpent
- 2008 - Desert of Blood (de Don Henry)
- 2008 - Sing out
- 2012 - Mediterranean blue (de Martín Garrido Barón)
- 2014 - Más allá de la noche (de Rafael Hernández de Dios)
- 2021 - Mamá o Papá (de Dani de la Orden)

### Series de televisión
- 1992 - Mission Top Secret
- 1992 - El Buscavidas (Antena 3)
- 1994 - Farmacia de guardia (Antena 3)
- 1994 - Poblenou (TV3)
- 1995 - Pepa y Pepe (TVE)
- 1995 - Juntas pero no revueltas (TVE)
- 1997 - Menudo es mi padre (Antena 3)
- 1998 - The golden voice (Grundy TV), Australia
- 1998 - Mal de Mer (Suiza)
- 2003 - Paraíso (TVE). Episodio "Fenómenos naturales"
- 2006 - 2007 - As the world turn (CBS), Estados Unidos
- 2021 - Glow and Darkness (de José Luis Moreno con Denise Richards, Joan Collins, Bruce Davison, Jane Seymour o Eduardo Noriega)

### Cortometrajes
- 1997 - Solo en la buhardilla. Con Jorge Bosch, Diana Lázaro, Elsa Pataky. España.
- 2002 - El encantador de serpientes. España.

### Televisión
- 2001 - Operación Triunfo (TVE). Concursante
- 2002 - Triunfomanía (TVE). Él mismo
- 2002 - Tiempo al tiempo (TVE). Él mismo
- 2002 - OT, Concierto Santiago Bernabéu (TVE). Él mismo
- 2003 - Generación OT (TVE). Gala. Él mismo
- 2003 - Ésta es mi historia (TVE). Él mismo
- 2003 - Fan área: Naím Thomas (Canal OT). Él mismo
- 2006 - Empieza el espectáculo (TVE). Él mismo
- 2006 - ¿Dónde estás corazón? (Antena 3). Invitado especial
- 2007 - Plaza Mayor (Onda 6). Presentador
- 2008 - Madrid Superstar (Telemadrid). Jurado
- 2010 - La marató (TV3). Invitado especial
- 2016 - OT: El reencuentro. Serie de tres documentales (TVE). Él mismo
- 2016 - OT El reencuentro en concierto (TVE). Él mismo
- 2017 - Tu cara me suena (Antena 3). Episódico
- 2019 - La mejor canción jamás cantada (TVE). Concursante
- 2022 - Mediafest Night Fever (Telecinco). Cantante acompañante

## Musicales
- 2003 - 2004 - 1973 The Millenium Musical (Musical, papel de Álex, protagonista).
- 2007 - 2008 - El rey de bodas (Musical, papel de Robbie, protagonista).
- 2010 - 2012 - 40. El Musical (papel de Joaquín). (Con Gisela). Barcelona.
- 2012 - Edgar, El escritor de sombras. Madrid.
- 2013 - Escuela de calor
- 2013 - 2014 - Esta noche no estoy para nadie (Con Kiti Mánver)
- 2013 - 2014 - Aladín, un musical genial
- 2019 - Taller de corazones. El latir de los sueños
- 2021 - 80/90 Musical. Madrid.
- 2022 - Es una lata el trabajar. Gira por España.
- 2023 - Tadeo Jones. La Tabla Esmeralda.

## Teatro
- 2008 - Un día (Mirall trencat)
- 2009 - La del manojo de rosas. Centro Cultural de la Villa de Madrid
- 2010 - Las bicicletas son para el verano. Teatro principal de Málaga
- 2011 - El espejo rojo. Teatre Grec de Barcelona
- 2012 - Azótame. En Madrid
- 2014 - 2015 - El otro lado de la cama. En Madrid
- 2015 - 2016 - Cosas de papá y mamá. Teatro Quevedo de Madrid
- 2016 - El profesor desinflado. Teatro Quevedo de Madrid
- 2017 - El secreto de Victoria. Teatro de las Aguas de La Latina Madrid
- 2017 - El ascensor. Teatro Kamikaze de La Latina Madrid
- 2018 - Sueño de una noche de verano. Teatro Príncipe Gran Via Madrid

## Nominaciones y premios
- Nominación: Premio al Mejor Intérprete Musical Revelación por la obra El Rey De Bodas en la sexta edición de los PREMIOS CHIVAS TELON (2008)
- Nominación: Mejor actor PREMIOS GRAN VÍA por El Rey de Bodas (2008)
- Nominación: Mejor actor protagonista en los PREMIOS BROADWAYWORLD SPAIN por "40, El Musical" (2011)
- Nominación: Mejor actor protagonista en los PREMIOS BROADWAYWORLD SPAIN por "Esta Noche No Estoy Para Nadie" (2013)
- Premio: Premio de Teatro Musical 2020.